# Kopsenni
Kopsenni è una montagna alta 789 metri sul mare situata sull'isola di Streymoy, la maggiore dell'arcipelago delle Isole Fær Øer, in Danimarca.
È la cima più alta dell'isola, e la dodicesima montagna, sempre per altezza, dell'intero arcipelago.